# Psalm 14 en 53
Psalm 14 en 53 zijn psalmen uit het bijbelboek Psalmen. De psalmen zijn bijna gelijk aan elkaar en beide zijn een psalm van David. Beide hebben de beginregel "De dwaas zegt in zijn hart: 'Er is geen God!'". 

## Vergelijking
Volgens N.A. van Uchelen krijgt Psalm 53 - ondanks de haast woordelijke gelijkluidendheid - toch een geheel andere betekenis door enkele afwijkingen in vers 5 en 6. Daarom is - volgens hem - de ene psalm niet te beschouwen als de verbeterde uitgave van de andere. Elk lied is een nieuw maaksel met een eigen aard en eigen zegging.

## Nieuwe Testament
Vers 1-3 worden in Romeinen 3:10-12 geciteerd.

## Muziek
In het kader van het project 150 Psalms van het Festival Oude Muziek componeerde in 2017 de Amerikaans-Arabische componist Mohammed Fairouz nieuw koorwerk in opdracht van het Nederlands Kamerkoor, vanwege het 80-jarig bestaan van het koor. Volgens de componist zegt de eerste regel van deze psalm dat God neerkijkt op aarde en ziet dat de mensheid naar eigen goeddunken maar wat aan rotzooit. Het kwaad heeft vrij spel. Verderop in de psalm: 'Is er op aarde geen spoor van inzicht meer bij hen die in het kwaad behagen vinden?' De tekst mag dan zo'n tweeduizend jaar oud zijn, hij is volgens Fairouz nog 100 procent van toepassing op deze tijd.
1 · 2 · 3 · 4 · 5 · 6 · 7 · 8 · 9 · 10 · 11 · 12 · 13 · 14 · 15 · 16 · 17 · 18 · 19 · 20 · 21 · 22 · 23 · 24 · 25 · 26 · 27 · 28 · 29 · 30 · 31 · 32 · 33 · 34 · 35 · 36 · 37 · 38 · 39 · 40 · 41 · 42 · 43 · 44 · 45 · 46 · 47 · 48 · 49 · 50 · 51 · 52 · 53 · 54 · 55 · 56 · 57 · 58 · 59 · 60 · 61 · 62 · 63 · 64 · 65 · 66 · 67 · 68 · 69 · 70 · 71 · 72 · 73 · 74 · 75 · 76 · 77 · 78 · 79 · 80 · 81 · 82 · 83 · 84 · 85 · 86 · 87 · 88 · 89 · 90 · 91 · 92 · 93 · 94 · 95 · 96 · 97 · 98 · 99 · 100 · 101 · 102 · 103 · 104 · 105 · 106 · 107 · 108 · 109 · 110 · 111 · 112 · 113 · 114 · 115 · 116 · 117 · 118 · 119 · 120 · 121 · 122 · 123 · 124 · 125 · 126 · 127 · 128 · 129 · 130 · 131 · 132 · 133 · 134 · 135 · 136 · 137 · 138 · 139 · 140 · 141 · 142 · 143 · 144 · 145 · 146 · 147 · 148 · 149 · 150 · 151